# オッジョーナ・コン・サント・ステーファノ
オッジョーナ・コン・サント・ステーファノ（伊: Oggiona con Santo Stefano）は、イタリア共和国ロンバルディア州ヴァレーゼ県にある、人口約4,300人の基礎自治体（コムーネ）。

## 地理

### 位置・広がり

#### 隣接コムーネ
隣接するコムーネは以下の通り。
- カルナーゴ
- カッサーノ・マニャーゴ
- カヴァーリア・コン・プレメッツォ
- イェラーゴ・コン・オラーゴ
- ソルビアーテ・アルノ

### 地震分類
イタリアの地震リスク階級 (it) では、4 に分類される
。